# Надписи из деревьев

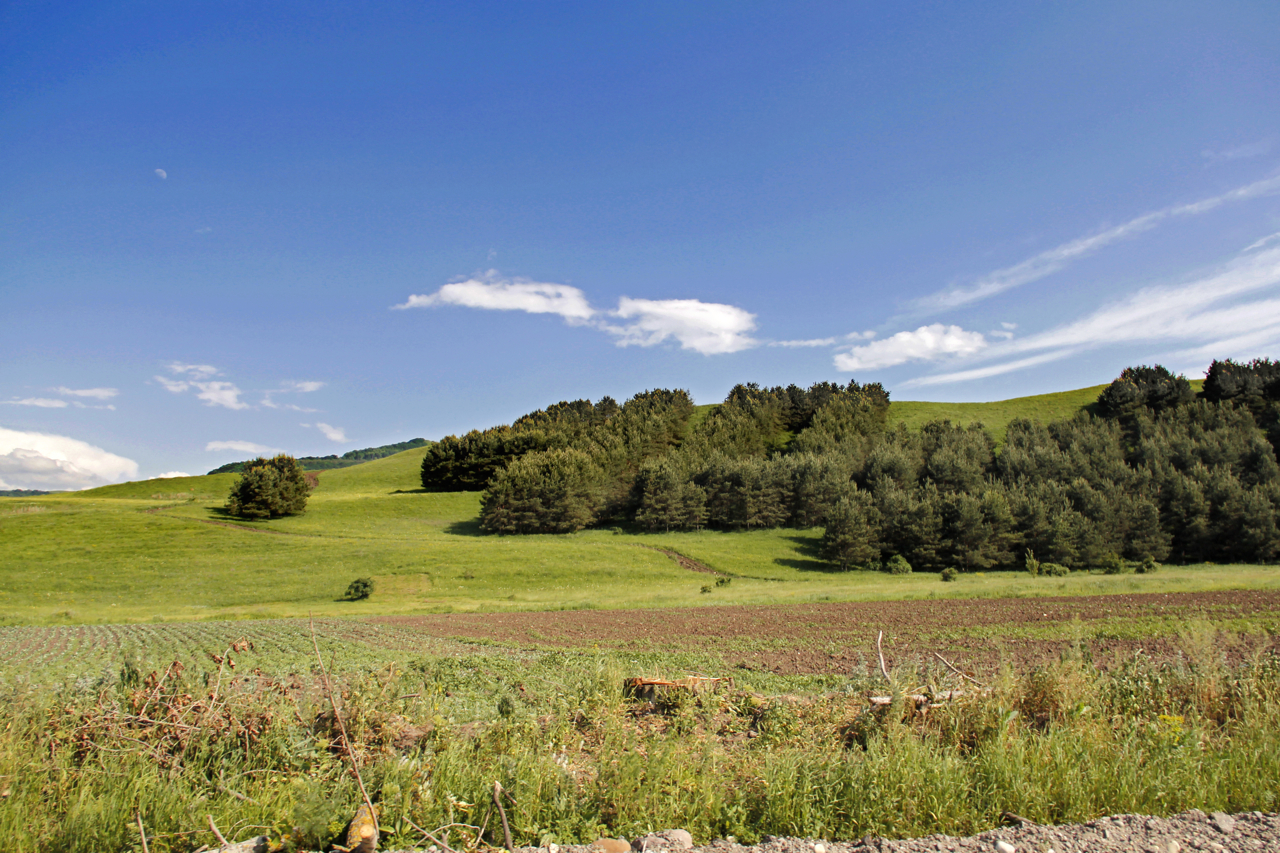
Надпись «40 лет ПОБЕДЫ» у села Важное в Карачаево-Черкесии

На́дписи из дере́вьев — гигантские надписи, выполняемые путём посадки деревьев. Родственены геоглифам.

## На территории бывшего СССР
Высадка деревьев в форме надписи, как правило приуроченная к какой-либо знаменательной дате, широко практиковалась в СССР. Несмотря на массовый характер мероприятий, до 2000-х годов об этих надписях обычно знали только местные жители. Широкую известность надписи из деревьев приобрели с развитием Интернета и появлением в свободном доступе спутниковых фотографий высокого разрешения, на которых многие из этих надписей хорошо различимы.

### Посвящённые В. И. Ленину
Надписи из деревьев, посвящённые В. И. Ленину, создавались на территории СССР в разное время. Большинство сохранившихся надписей созданы около 1970 года в связи со столетним юбилеем рождения Ленина, который отмечался в СССР на всесоюзном уровне.

#### Сохранившиеся надписи

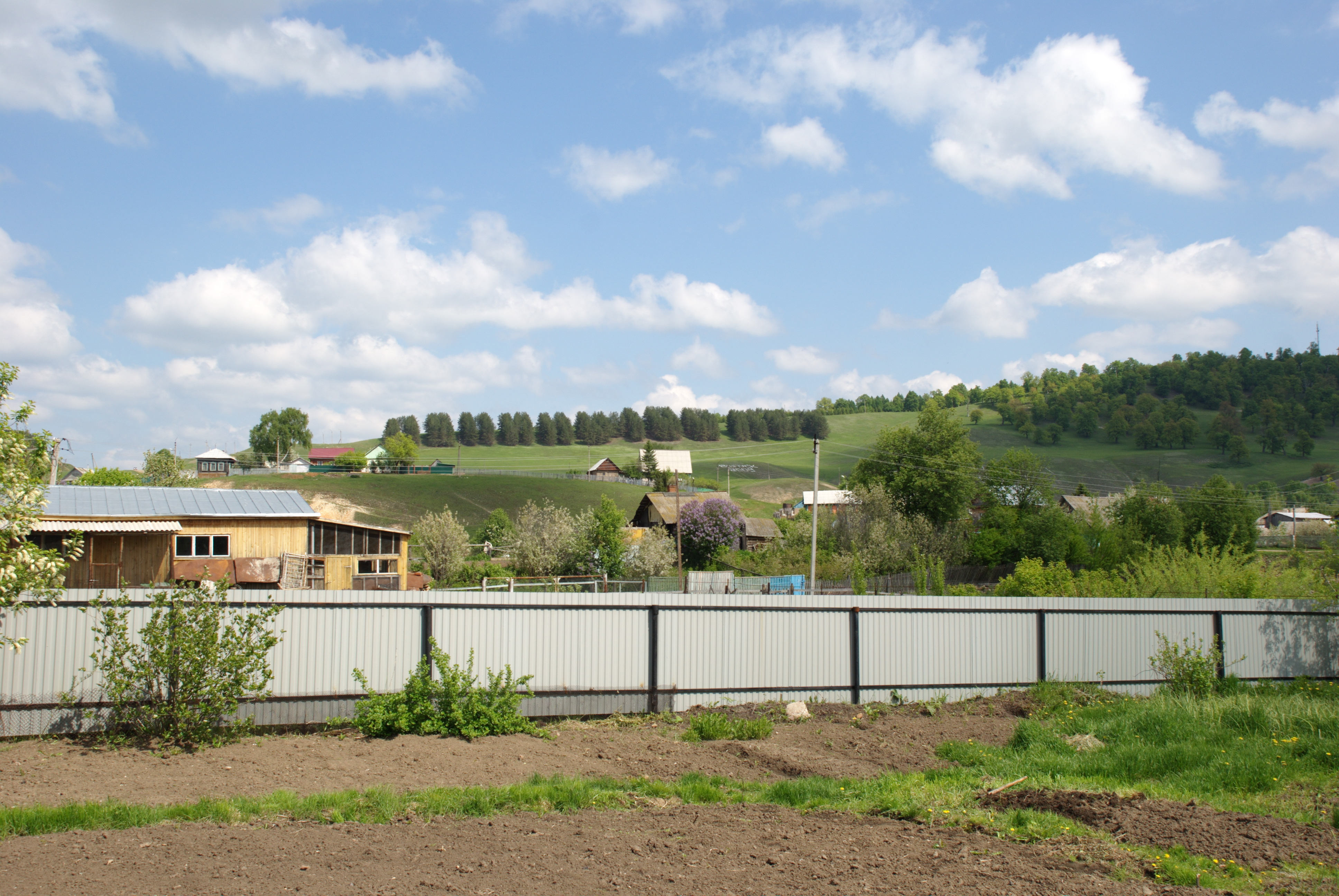
Надпись «ЛЕНИНУ 100 лет» у села Архангельское в Башкирии

В этот список внесены надписи, текст которых с минимальными усилиями прочитывается на общедоступных спутниковых снимках карт Google и/или Yandex.
- 54°28′06″ с. ш. 64°47′48″ в. д.HGЯO — «Ленину 100 лет», расположенная в Звериноголовском районе Курганской области между сёлами Труд и Знание и Звериноголовское на краю лесного массива Заречный Бор. Создана работниками Звериноголовского лесхоза под руководством главного лесничего Александра Григорьевича Канщикова. Длина надписи около 600 метров, высота около 80. Для её создания использовано около 40 тыс. саженцев[2][3].

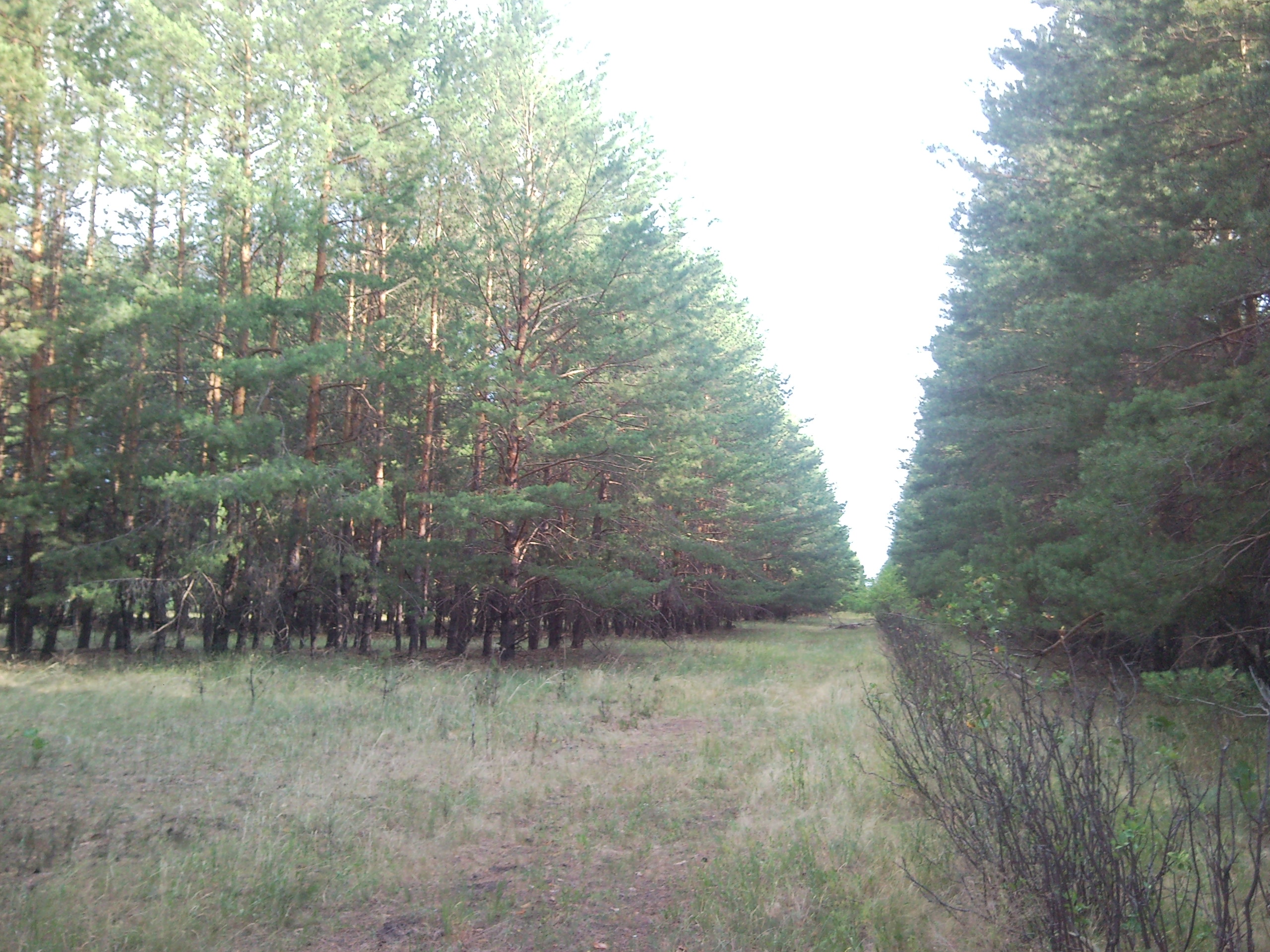
В лесопосадке «ЛЕНИНУ 100 лет» у посёлка Труд и Знание в Курганской области

- 55°02′39″ с. ш. 56°01′33″ в. д.HGЯO — «ЛЕНИНУ 100 лет», на окраине города Благовещенска (республика Башкортостан, Россия)
- 54°25′11″ с. ш. 56°46′57″ в. д.HGЯO — «ЛЕНИНУ 100 ЛЕТ», около села Архангельское в Башкирии

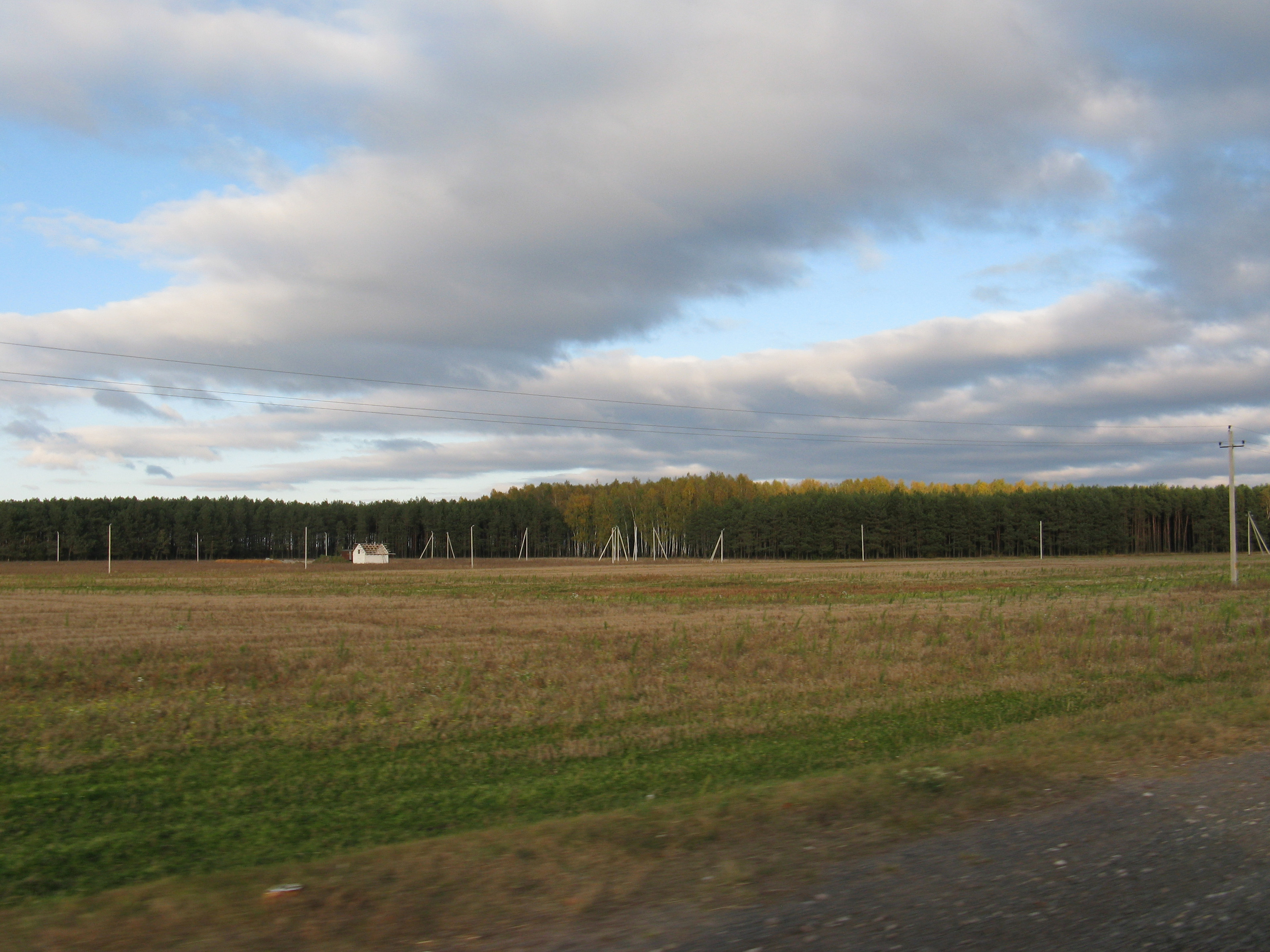
Первая буква (жёлтые деревья) надписи «Ленин» у деревни Лясковичи в Белоруссии

- 52°09′32″ с. ш. 25°33′46″ в. д.HGЯO — «ЛЕНИН» у деревни Лясковичи (Ивановский район Брестской области, Белоруссия)
- 52°50′38″ с. ш. 46°03′44″ в. д.HGЯO — «ЛЕНИН» у села Русский Камешкир (Пензенская область, Россия)
- 55°50′50″ с. ш. 72°10′20″ в. д.HGЯO — «ЛЕНИН» к юго-западу от Тюкалинска (Омская область, Россия)
- 56°42′03″ с. ш. 76°34′07″ в. д.HGЯO — «ЛЕНИН» к северо-востоку от Верх-Чекино (Новосибирская область, Россия)
- 52°59′16″ с. ш. 45°15′13″ в. д.HGЯO — «ЛЕНИН 100» у села Усть-Уза (Пензенская область, Россия)
- 53°52′42″ с. ш. 59°09′51″ в. д.HGЯO — «ЛЕНИН» к западу от Верхнеуральска (Челябинская область)
- 61°10′14″ с. ш. 36°43′01″ в. д.HGЯO — «ЛЕНИН» у деревни Макачево (Вытегорский район Вологодской области, Россия). Сделана из молодых елей весной 1924 года учениками местной школы. В 1970 году возле еловой рощи высадили кусты акации, обозначив ими число «100»[4]. 12 февраля 2019 года по заявлению члена Ярославского областного отделения ВОО «ВООПИиК», включён в перечень выявленных объектов культурного наследия как достопримечательное место «Геоглиф „Ленин“»[5].
- 54°19′09″ с. ш. 48°24′30″ в. д.HGЯO — Частично сохранившаяся[уточнить] надпись «ЛЕНИН» в Ульяновске
- 48°46′06″ с. ш. 25°14′38″ в. д.HGЯO — «ЛЕНІН» — в селе Гарасимов Ивано-Франковского района Ивано-Франковской области, Украина. Выполнена хвойными деревьями по лиственным, различима в холодный период года.
- 49°55′48″ с. ш. 35°53′29″ в. д.HGЯO — «ЛЕНИНУ» на южной окраине города Люботин (Харьковская область, Украина). Выполнена хвойными деревьями по лиственным, различима в холодный период года.
- 40°21′42″ с. ш. 44°38′35″ в. д.HGЯO — «ЛЕНИН» у трассы М4 (Ереван-Севан) (Котайкская область, Армения)
- 57°52′06″ с. ш. 45°31′01″ в. д.HGЯO — «100 — ЛЕНИНУ» близ села Белышево (Ветлужский район, Нижегородская область, Россия)
- 56°12′47″ с. ш. 40°45′44″ в. д.HGЯO— «ЛЕНИН 100 ЛЕТ» близ деревни Близнино (Камешковский район, Владимирская область, Россия). Выполнена лиственными деревьями по хвойным, хорошо различима осенью. Автор надписи Анатолий Тихонович Каширский, в 1968 году — помощник лесничего Пенкинского лесничества Владимирского лесокомбината[6][7].
- 53°40′41″ с. ш. 85°08′24″ в. д.HGЯO— «100 ЛЕНИН». Возле села Стародраченино (Заринский район, Алтайский край, Россия). Отлично читается.

#### Частично сохранившиеся
В этом списке надписи, текст которых сохранился не полностью, а также с трудом различимые надписи, о существовании и содержании которых известно из вторичных источников.
- 50°09′58″ с. ш. 39°38′33″ в. д.HGЯO — «ЛЕНИНУ 100 ЛЕТ», в Россошанском лесничестве близ города Россошь Воронежской области. Размеры букв около 25x35 метров, общая длина надписи составляла около 500 метров. Выполнена посадкой берёзы на фоне сосны в 1970 году в ходе восстановления выгоревшего участка лесного массива. Посадкой руководили директор Россошанского лесхоза Дмитрий Ефимович Концедалов и лесничий Олег Георгиевич Петров[8].
- 53°19′59″ с. ш. 87°14′44″ в. д.HGЯO — «100 ЛЕТ ЛЕНИНУ» возле посёлка Кузедеево (Кемеровская область)
- 57°43′43″ с. ш. 44°58′28″ в. д.HGЯO — «1870−1970 100 — ЛЕНИН» близ посёлка Красный Луч (Варнавинский район, Нижегородская область, Россия)
- 52°34′32″ с. ш. 31°56′06″ в. д.HGЯO — «Ленин 100 лет» на окраине города Новозыбков (Брянская область, Россия). Надпись создавали весной 1970 года. Для посадки применяли разные породы деревьев (сосну и березу)[источник не указан 1924 дня]
- 53°28′57″ с. ш. 49°44′09″ в. д.HGЯO — едва читаемая надпись «ЛЕНИНУ 100 лет»[источник не указан 1924 дня] возле села Пискалинский взвоз (ж.д. станция Пискалы, Самарская область, Россия).
- 55°50′45″ с. ш. 92°15′05″ в. д.HGЯO — «Ленин 1870—1970» рядом с правым берегом реки Енисей в 14 км вверх по течению от города Дивногорск (Красноярский край, Россия)
- 53°41′46″ с. ш. 27°07′21″ в. д.HGЯO «СССР ПОЛЕТ ЛЕНИНУ 100»[источник не указан 1925 дней] (Дзержинск, Белоруссия)
- 43°42′44″ с. ш. 39°34′48″ в. д.HGЯO — «ЛЕНИН 100» севернее посёлка Лоо (город Сочи, Краснодарский край, Россия). Выполнена хвойными деревьями по лиственным, частично различима в холодный период года.
- 57°12′25″ с. ш. 52°56′13″ в. д.HGЯO — «100 лет ЛЕНИНУ» восточнее деревни Сюровай (Увинский район) (Удмуртия, Россия). Выполнена лиственными деревьями по хвойным, частично различима осенью-весной.

#### Не сохранившиеся
В этом списке надписи, текст которых совершенно не читается.
- 43°56′59″ с. ш. 42°43′53″ в. д.HGЯO — «100 ЛЕНИН»[источник не указан 1924 дня] на окраине Кисловодска
- 52°42′29″ с. ш. 41°29′29″ в. д.HGЯO — «Ленин» в лесопарке Дружба (Тамбов)[источник не указан 1924 дня]
- 54°50′13″ с. ш. 44°33′00″ в. д.HGЯO — «100 В. И. Ленин» — у села Новое Урюпино, Починковский район (Нижегородская область), Россия[источник не указан 1924 дня]

### Посвящённые СССР

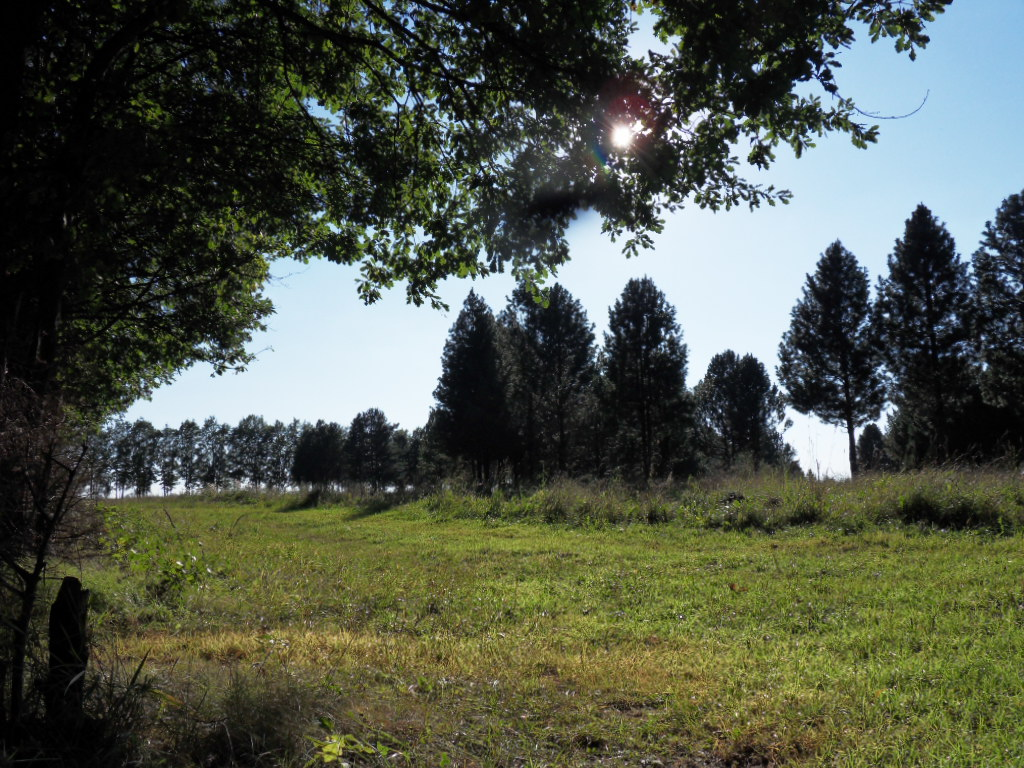
В лесопосадке «50 СССР» в Лянгасово в Кировской области

- 48°30′02″ с. ш. 23°20′35″ в. д.HGЯO — «СССР 50» в 5 км к востоку от села Лисичово (Иршавский район Закарпатской области, Украина)
- 58°31′41″ с. ш. 49°27′00″ в. д.HGЯO — «СССР 50» Лянгасово, (Кировская область, Россия)
- 53°53′49″ с. ш. 56°28′16″ в. д.HGЯO — «СССР 50» В парке села Красноусольский (Гафурийского района республика Башкортостан, Россия)

- 57°05′30″ с. ш. 40°51′12″ в. д.HGЯO — «СС 50 СР» у деревни Егорий (Ивановская область, Россия)
- 54°37′26″ с. ш. 65°01′10″ в. д.HGЯO — «60 ЛЕТ СССР» у села Боровлянка (Притобольный район Курганской области, Россия)
- 48°45′32″ с. ш. 25°13′28″ в. д.HGЯO — «60 СРСР» — в селе Гарасимов Тлумацкого района Ивано-Франковской области, Украина.

#### Частично сохранившиеся
- 53°41′44″ с. ш. 87°48′00″ в. д.HGЯO — «50 лет СССР» город Мыски (Кемеровская область, Россия)
- 52°17′38″ с. ш. 25°40′38″ в. д.HGЯO — «60 лет СССР» у села Молодово (Брестская область, Белоруссия). Выполнена лиственными деревьями по хвойным. Частично различима в холодный период года.

### Посвящённые Дню Победы
- 53°20′26″ с. ш. 87°10′31″ в. д.HGЯO — «40 лет ПОБЕДЫ» у посёлка Кузедеево (Новокузнецкий район Кемеровской области, Россия)[9]
- 43°58′39″ с. ш. 41°55′11″ в. д.HGЯO — «40 лет ПОБЕДЫ» у села Важное (Карачаево-Черкесия, Россия)
- 51°11′30″ с. ш. 40°21′31″ в. д.HGЯO — «ПОБЕДЕ 40 лет» у села Новая Чигла в Воронежской области[10]
- 53°47′31″ с. ш. 86°57′23″ в. д.HGЯO — «1945-1985» и пятиконечная звезда в поселке Калачёво (Прокопьевский район Кемеровской области, Россия)
- 55°22′08″ с. ш. 55°20′57″ в. д.HGЯO — «55 лет ПОБЕДЫ» к юго-западу от города Бирск (республика Башкортостан, Россия).
- 55°03′12″ с. ш. 56°01′43″ в. д.HGЯO — «ПОБЕДЕ — 60» к северу от города Благовещенска (республика Башкортостан, Россия).
- 43°51′10″ с. ш. 41°37′09″ в. д.HGЯO — «65 ЛЕТ ПОБЕДЫ» у станицы Зеленчукская (Карачаево-Черкесия, Россия).
- 51°46′00″ с. ш. 39°19′11″ в. д.HGЯO — «70 лет Победы» (Воронеж, Воронежская область)[10][11].
- 50°49′42″ с. ш. 37°11′34″ в. д.HGЯO — «70 лет Победы» (Короча, Белгородская область)[12].
- 54°20′22″ с. ш. 86°29′40″ в. д.HGЯO — «70 лет Великой Победы» у поселка Степной (Беловский район Кемеровской области, Россия)
- 56°29′55″ с. ш. 64°38′06″ в. д.HGЯO — «70 лет Победы» (Село Шатрово, Кемеровская область)
- 55°22′03″ с. ш. 65°25′57″ в. д.HGЯO — «75 лет Победы» у садоводческого некоммерческого товарищества «Болдино», Курганская область

#### Частично сохранившиеся
- 55°01′56″ с. ш. 56°00′39″ в. д.HGЯO — «30 лет ПОБЕДЫ» в восточной части города Благовещенска (республика Башкортостан, Россия).

### Прочие
- 53°27′02″ с. ш. 85°54′36″ в. д.HGЯO — «Октябрю 50 лет» у села Тогул (Алтайский край, Россия)
- 45°37′07″ с. ш. 28°58′03″ в. д.HGЯO — «60 лет октября» у посёлка Суворово Одесской области (Украина)
- 55°43′56″ с. ш. 54°02′26″ в. д.HGЯO — «Ак таныш» в селе Актаныш (Россия, Татарстан)
- 56°21′05″ с. ш. 55°42′15″ в. д.HGЯO — «Маматай-98» у деревни Маматаево (Башкортостан, Россия)[13]
- 48°47′36″ с. ш. 28°37′11″ в. д.HGЯO — «2000» у села Шпиков (Винницкая область, Украина). Выполнена хвойными деревьями по лиственным, различима в холодный период года.
- 50°53′20″ с. ш. 34°50′52″ в. д.HGЯO — «СУМИ 1968» г. Сумы (Сумская область, Украина). Выполнена хвойными деревьями по лиственным, различима в холодный период года.
- 53°16′38″ с. ш. 34°38′24″ в. д.HGЯO — «200» у села Малое Полпино (Брянская область, Россия)
- 50°43′57″ с. ш. 30°37′59″ в. д.HGЯO — «XXV», в селе Высшая Дубечня (Вышгородский район Киевской области, Украина)
- 46°32′38″ с. ш. 28°54′25″ в. д.HGЯO — «ХХХ», западнее села Михайловка (Чимишлийский район, Молдавия)
- 53°01′49″ с. ш. 41°50′50″ в. д.HGЯO — Посадки в форме пятиконечной звезды, западнее села Бондари (Тамбовская область, Россия)
- 57°49′01″ с. ш. 40°58′04″ в. д.HGЯO — Посадки в форме пятиконечной звезды с кругом внутри Кострома (Костромская область, Россия)
- 52°35′49″ с. ш. 39°31′27″ в. д.HGЯO — Посадки в форме пятиконечной звезды с кругом внутри Липецк (Липецкая область, Россия)
- 53°59′20″ с. ш. 52°18′37″ в. д.HGЯO — Посадки в форме пятиконечной звезды с кругом снаружи, северо-западнее села Неклюдово (Самарская область, Россия)
- 55°21′20″ с. ш. 64°54′02″ в. д.HGЯO — надпись «Z сила V правде» длиной в 700 метров (Пименовка, Курганская область)[14].
- 50°46′53″ с. ш. 37°32′41″ в. д.HGЯO — «100 ЛЕТ БЕЛГОРОДСКОЙ ОБЛАСТИ» Великомихайловка (Белгородская область, Россия)

#### Частично сохранившиеся
- 47°07′59″ с. ш. 28°55′24″ в. д.HGЯO — «50 лет» западнее села Чоплены (Криулянский район, Молдавия)
- 51°21′26″ с. ш. 29°55′16″ в. д.HGЯO — «50 лет Октября!» в Чернобыльской зоне отчуждения западнее Припяти Киевской области (Украины). Различима на старейших снимках местности в Google Earth, к 2020 заросла.
- 48°13′43″ с. ш. 27°35′48″ в. д.HGЯO — «60 октябрь» у города Дондюшаны (Молдавия)[15][нет в источнике]
- 58°20′46″ с. ш. 59°48′13″ в. д.HGЯO — «Слава КПСС» в городе Верхняя Тура (Свердловская область, Россия)
- 46°21′46″ с. ш. 28°32′01″ в. д.HGЯO — «XXV», вероятно, в честь XXV съезда КПСС, в селе Бороганы (Леовский район, Молдавия)

## В других странах
- 42°42′51″ с. ш. 24°20′31″ в. д.HGЯO — «Добре дошли в Софийски окръг»[16] (Добро пожаловать в Софийский округ, Болгария).
- 44°45′41″ с. ш. 20°28′13″ в. д.HGЯO — «ТИТО», Белград

### Казахстан
- 51°03′06″ с. ш. 79°28′20″ в. д.HGЯO — «Бөкебай», Қазақстан 2050, Қазақстан — Нұрсұлтан.[17][18][19]
- 43°17′08″ с. ш. 76°48′43″ в. д.HGЯO — «ALA».[20]
- UMIT — Павлодарская область, Железинский район, село Жолтаптык[21]
- Бакыт — Павлодарская область, Даниловка[22]